# Blanche (Sängerin)
Ellie Noa Blanche Delvaux (* 10. Juni 1999 in Brüssel) ist eine belgische Sängerin.

## Leben und Wirken
Sie nahm 2016 an der wallonischen Version von The Voice teil, wo sie in der 13. Runde in den Liveshows ausschied.
Am 22. November 2016 wurde sie intern vom RTBF ausgewählt, Belgien beim Eurovision Song Contest 2017 zu vertreten. In dem Zuge entschloss sie sich, unter ihrem dritten Vornamen Blanche aufzutreten.
Ihr Song City Lights und das dazugehörige Musikvideo wurden am 8. März 2017 veröffentlicht. Der Song selbst wurde jedoch in der Nacht vom 7. auf den 8. März bereits ohne Video auf YouTube hochgeladen. Sie konnte sich im ersten Halbfinale des ESC 2017 für das Finale am 13. Mai qualifizieren, wo sie den 4. Platz erreichte.
Im Januar 2018 wurde Blanche mit dem European Border Breakers Award ausgezeichnet, der europäische Newcomer auszeichnet, die auch außerhalb ihrer Heimatländer erfolgreich sind.
Am 29. Mai 2020 erschien auf dem Label PIAS ihr erstes Album Empire.
Blanche wirkte als Sängerin bei drei Titeln des im August 2023 veröffentlichten Soundtracks von Bjorn Eriksson zum Film „Helt Smelt“ („When It Melts“) mit.
Ihr älterer Bruder ist der Sänger Oliver Lord (Oliver Ghnassia Langbord).

## Diskografie
Studioalben
- 2020: Empire

Singles
- 2017: City Lights
- 2018: Wrong Turn
- 2018: Soon
- 2018: Moment